# Saint-Yrieix-sous-Aixe
Saint-Yrieix-sous-Aixe is een gemeente in het Franse departement Haute-Vienne (regio Nouvelle-Aquitaine) en telt 356 inwoners (2004). De plaats maakt deel uit van het arrondissement Limoges.

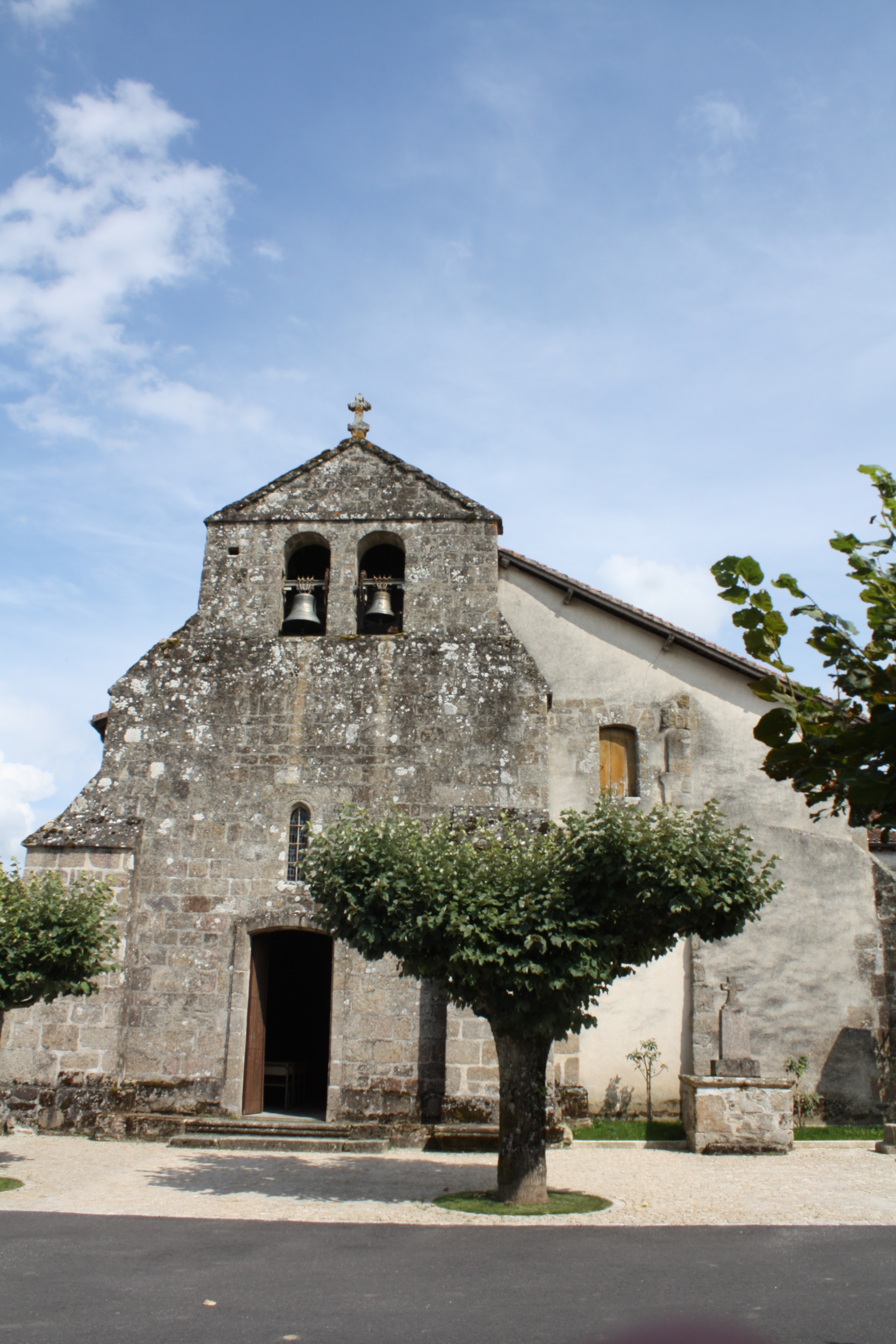

## Geografie
De oppervlakte van Saint-Yrieix-sous-Aixe bedraagt 8,7 km², de bevolkingsdichtheid is 40,9 inwoners per km².
De onderstaande kaart toont de ligging van Saint-Yrieix-sous-Aixe met de belangrijkste infrastructuur en aangrenzende gemeenten.

## Demografie
Onderstaande figuur toont het verloop van het inwonertal (bron: INSEE-tellingen).